# Grangula apicalis
Grangula apicalis är en fjärilsart som beskrevs av Moore 1879. Grangula apicalis ingår i släktet Grangula och familjen tandspinnare. Inga underarter finns listade i Catalogue of Life.